# Aerobravo Patriot
Die Aerobravo Patriot ist ein Ultraleichtflugzeug des brasilianischen Herstellers Aerobravo Indústria Aeronáutica Ltda.

## Geschichte und Konstruktion
Die Patriot ist ein zweisitzige abgestrebte Schulterdecker und besteht aus einem Rahmen aus Aluminiumrohren, der mit Aluminium beplankt ist. Die Cockpitzelle besteht aus Verbundwerkstoffen und kann durch seitliche Türen betreten werden. Das Flugzeug verfügt über ein konventionelles Leitwerk und ein nicht einziehbares Bugradfahrwerk. Angetrieben wird es entweder von einem Rotax 912 UL mit 60 kW, Rotax 912 ULS mit 74 kW, Rotax 914 Turbo mit 85 kW, Continental O-200 mit 74 kW oder einem Continental IO-240 mit 92 kW.

## Technische Daten
| Kenngröße             | Daten                                               |
| --------------------- | --------------------------------------------------- |
| Besatzung             | 1                                                   |
| Passagiere            | 1                                                   |
| Länge                 | 6,3 m                                               |
| Spannweite            | 10 m                                                |
| Höhe                  | 2,4 m                                               |
| Flügelfläche          | 12,30 m²                                            |
| Flügelstreckung       | 8,1                                                 |
| Leermasse             | 290 kg                                              |
| max. Startmasse       | 600 kg                                              |
| Reisegeschwindigkeit  | 190 km/h                                            |
| Höchstgeschwindigkeit | 200 km/h                                            |
| Dienstgipfelhöhe      | 3660 m                                              |
| Reichweite            | 1045 km                                             |
| Triebwerke            | 1 × Rotax-912-ULS-Vierzylinder-Boxermotor mit 74 kW |